# Inkorporering
Inkorporering sker när en administrativ enhet utökar sitt territorium. Motsatsen kallas exkorporering.
I den svenska stads- och kommunhistorien har inkorporering oftast inneburit att en stad införlivar hela eller delar av omkringliggande landskommuner med sitt område. Även inkorporeringar av köpingskommuner har dock förekommit, till exempel när Malmö stad inkorporerade Limhamns köping.
Stads- och kommunhistorikern, senare borgarrådet, Yngve Larsson (1881–1977) skiljer i sin avhandling Inkorporeringsproblemet på ”total inkorporering” (en eller flera kommuner inkorporeras i sin helhet) respektive "partiell inkorporering" (delar av en eller flera kommuner inkorporeras). Istället för total inkorporering användes vid de för sin tid kontroversiella kommunreformerna 1952 och 1971 begreppet sammanläggning. Vid en inkorporering anses en bestående kommun utvidgas med det inkorporerade området. Med begreppet sammanläggning menas att en ny kommun av bildas av de ingående kommunerna. Larsson konstaterar dock i sin doktorsavhandling att det är ”en ren formell fråga av ringa praktisk betydelse”, det är ändå var centralorten med kommunförvaltningen hamnar som visar vilket område som inkorporerar vilket.